# Миррлиз, Хоуп
Хоуп Миррлиз, полное имя Хелен Хоуп Миррлиз (англ. Helen Hope Mirrlees; 1887—1978) — британская романистка, поэтесса и переводчица. Её наиболее известные произведения — фэнтезийный роман «Луд-Туманный» (англ. Lud-in-the-Mist), сегодня считающийся классическим и оказавший влияние на ряд современных писателей, и модернистская поэма «Paris: A Poem», которую критик Джулия Бриггс назвала «утраченным шедевром модернизма, работой экстраординарной энергии и глубины, масштаба и амбиций».

## Биография
Хоуп Миррлиз родилась в Числхерсте, Кент, росла в Шотландии и Южной Африке. Училась в Королевской академии драматического искусства, а затем изучала греческий в Ньюнхэмском колледже при Кембриджском университете. В Кембридже Миррлиз сблизилась со своей преподавательницей, известной эллинисткой Джейн Эллен Харрисон.
Миррлиз и Харрисон жили вместе с 1913 года до смерти последней в 1928 году от лейкемии. Харрисон писала: «Судьба была очень добра ко мне. В моем возрасте она послала мне в утешение дочь по духу, которая мне дороже, чем любое дитя по плоти». Большую часть времени они проводили в Великобритании и Франции, часто возвращаясь в Париж, где Харрисон проходила лечение, однако они путешествовали и в другие европейские страны. Они обе изучали русский язык, Миррлиз получила диплом по нему в Школе восточных языков в Париже, и в дальнейшем занималась переводами с русского. В 1920 году Миррлиз и Харрисон посетили Испанию, где брали уроки испанского.
После смерти Харрисон Миррлиз приняла католицизм и почти перестала писать. По словам Майкла Суэнвика, Миррлиз как писателя уничтожило богатство. Бедность могла воспрепятствовать её уходу от мира и из литературы, заставив её продолжить писать хотя бы ради средств к существованию, однако Миррлиз, дочь и внучка богатых промышленников, ни в чём не нуждалась. В 1948 году она переехала в Южную Африку, где оставалась до 1963 года, когда вышел первый том написанной ей «экстравагантной биографии» сэра Роберта Брюса Коттона (второй так и не был опубликован). Также в этот период она опубликовала два сборника стихотворений, «Poems» и «Moods and Tensions».
Миррлиз была подругой Вирджинии Вулф, которая описывала её в письме: «Она собственная героиня [Мадлен из „Madeleine: One of Love’s Jansenists“] — капризная, требовательная, утонченная, очень образованная и красиво одевающаяся». Её круг друзей также включал Томаса Элиота, Гертруду Стайн, которая упоминала Миррлиз в «Everybody’s Autobiography», Бертрана Расселла, Оттолайн Моррелл.

## Работы
Шестисотстрочная модернистская поэма Миррлиз «Paris: A Poem» была опубликована в 1918 году издательством Леонарда и Вирджинии Вулф «Hogarth Press». Образ весеннего Парижа в поэме составлен из фрагментов уличной рекламы, подслушанных разговоров, хаотических впечатлений. За этим отрывочным описанием скрыты темы скорби по погибшим на прошедшей войне, религии, искусства, литературы. По мнению некоторых литературных критиков, поэма оказала влияние на работы Томаса Элиота и Вирджинии Вулф. Вулф назвала её «очень мрачной, непристойной и блестящей». После смерти Харрисон и своего обращения в католицизм Миррлиз запретила переиздавать «Paris».
Действие первого романа Миррлиз, «Madeleine: One of Love’s Jansenists» (1919), происходит в XVII веке, в кругах, связанных с прециозной литературой, в частности, в салоне Мадлен де Скюдери. Второй роман, «The Counterplot» (1924), частично основан на средневековой испанской культуре. Главная героиня, современница Миррлиз, изучает историю своей семьи, намереваясь сделать её предметом искусства; результатом становится написанная ей пьеса «Ключ», действие которой происходит в Севилье во времена правления Педро Жестокого.
Третий роман Миррлиз «Lud-in-the-Mist» (в русском переводе «Луд-Туманный» или «Город туманов») был опубликован в 1926 году. Действие романа происходит в вымышленном государстве Доримар, граничащем со Страной Фей, столицей которого является город Луд-Туманный. Любые контакты с соседями и всё, что имеет отношение к волшебству, запрещено в Доримаре уже много лет, однако магия всё же вторгается в жизнь обитателей Луда-Туманного. Как пишет Суэнвик, «„Луд-Туманный“ — одновременно наименее известное и наиболее влиятельное современное фэнтези… андеграундная классика среди авторов и любителей фэнтези, многие из которых указывают эту книгу в списке любимых». На сегодняшний день это наиболее популярное произведение Миррлиз.
В 1970 году «Луд-Туманный» был без разрешения автора переиздан Лином Картером в книжной серии Ballantine Adult Fantasy series, а затем «Del Rey Books» в 1977. «Неправомочность» издания 1970 года Картер объяснил в предисловии тем, что он и его издательство не смогли даже удостовериться, жива ли автор, «и наши попытки разыскать эту леди [Миррлиз] оказались безуспешными». Хотя в это время Миррлиз всё ещё была жива, нет никаких свидетельств, что ей вообще было известно о переиздании её книги.
После 2000 года работы Миррлиз пережили новую волну популярности. Вышли новые издания её стихотворений, запись о ней была включена в «Dictionary of National Biography», критик Джулия Бриггс посвятила ей несколько эссе, «Луд-Туманный» переиздавался с предисловиями писателя Нила Геймана и литературоведа Дугласа А. Андерсона и был переведен на несколько языков.
В 2009 году в издательстве «Temporary Culture» вышла книга Майкла Суэнвика «Hope-in-the-Mist», посвященная Миррлиз и её работам.
В 2011 году издательство «Carcanet Press» выпустило сборник стихотворений «The Collected Poems of Hope Mirrlees» под редакцией Сандип Пармар, включающий, в том числе, ранее не публиковавшиеся стихотворения, прозаические эссе и полный текст «Paris». Сейчас Сандип Пармар работает над биографией Миррлиз.

### Художественная проза
- «Madeleine: One of Love’s Jansenists» (1919)
- «The Counterplot» (1924)
- «Lud-in-the-Mist» (1926)

### Поэзия
- «Paris: A Poem» (1919)
- «Poems» (1963)
- «Moods and Tensions: Poems» (1976)
- «Collected Poems of Hope Mirrlees» (2011), под редакцией Сандип Пармар

### Нехудожественные произведения
- «Quelques aspects de l’art d’Alexis Mikhailovich Remizov», in Le Journal de Psychologie Normale et Pathologique, 15 January — March 15 (1926)
- «Listening in to the Past», in The Nation & Athenaeum, 11 September (1926)
- «The Religion of Women», in The Nation & Athenaeum, 28 May, (1927)
- «Gothic Dreams», in The Nation & Athenaeum, 3 March (1928)
- «Bedside Books», in Life and Letters, December (1928)
- «A Fly in Amber: Being an Extravagant Biography of the Romantic Antiquary Sir Robert Bruce Cotton» (1962)

### Русскоязычные издания
- Хоуп Миррлиз. Луд-Туманный = Lud-in-the-Mist. — Ника-Центр, Лабіринт, 1997. — (700). — ISBN 966-521-030-0.
- Хоуп Мирлис. Город туманов = Lud-in-the-Mist. — РОСМЭН, 2004. — (Волшебство продолжается). — ISBN 5-353-01795-1.